# Joaquín Ruiz
Joaquín Ruiz Lorente (Saragozza, 14 aprile 1966) è un allenatore di pallacanestro ed ex cestista spagnolo.

## Palmarès

### Giocatore
- Copa del Rey: 1

CB Saragozza: 1990